# 朴凤南
朴凤南（1907年3月4日—1936年），原名金万兴，曾化名姜哲山、金东满等，朝鲜族，1930年起曾任中共宁安县委宣传部长、绥宁中心县委组织部长、密山县委书记、东北抗日同盟军第四军政治部组织部长等职务，是密山抗日游击队的主要创始人。

## 生平
1907年3月4日（一说1903年:94:437），朴凤南出生于朝鲜平安北道明川郡，1912年随家人迁居吉林省和龙县。1923年，他小学毕业后考入龙井东兴中学:925:114。读中学期间，他开始接触马列主义思想，投身革命运动，并于1926年加入朝鲜共产党。1927年10月，他为躲避“间岛第一次逮捕共产党事件”临时转移到苏联，1928年返回吉林，次年任朝共满洲总局南满道委员兼高丽青年会南满道委员会责任书记。同年11月，他被调任朝共东满道委员会委员，在龙井领导了学生反日示威运动。此后，他和金凤来等10人被派往宁安县花脸沟:598。
1930年6月，朴凤南加入中国共产党，后任中共宁安县委宣传部长和绥宁中心县委组织部长。1932年11月，他与李根淑、 黄玉清、金伯万、金根等人被中共绥宁中心县委（潘庆由任县委书记）派往密山县发展党组织。同年12月，中共密山区委成立后，他任区委书记。1933年3月16日，他与李成林一起成立了“密山抗日总会”。同年10月，中共密山区委改组为中共密山县委。朴凤南任县委书记。:925:598:95-96
1934年3月20日，朴凤南在密山哈达河沟里创建密山抗日游击队。同年10月，中共满洲省委巡视员吴平来密山主持召开密山县委扩大会议，传达共产国际指示精神，并将密山游击队与李延禄的东北人民抗日革命军合并成立东北抗日同盟军第四军。朴凤南改任东北抗日同盟军第四军政治部组织部长。1936年秋，朴凤南在依兰县土龙山地区白家大院收缴地主武装时中弹牺牲，时年29岁。:96:925

## 纪念
1950年，原东北抗日联军第四军军长李延禄题词《朴凤南同志千古》：“当年英勇反抗日帝侵略，光荣牺牲今日尤深。中朝两国人民鲜血凝结，友谊精神万年长青。”:96